# 斯特里爾基 (桑比爾區)

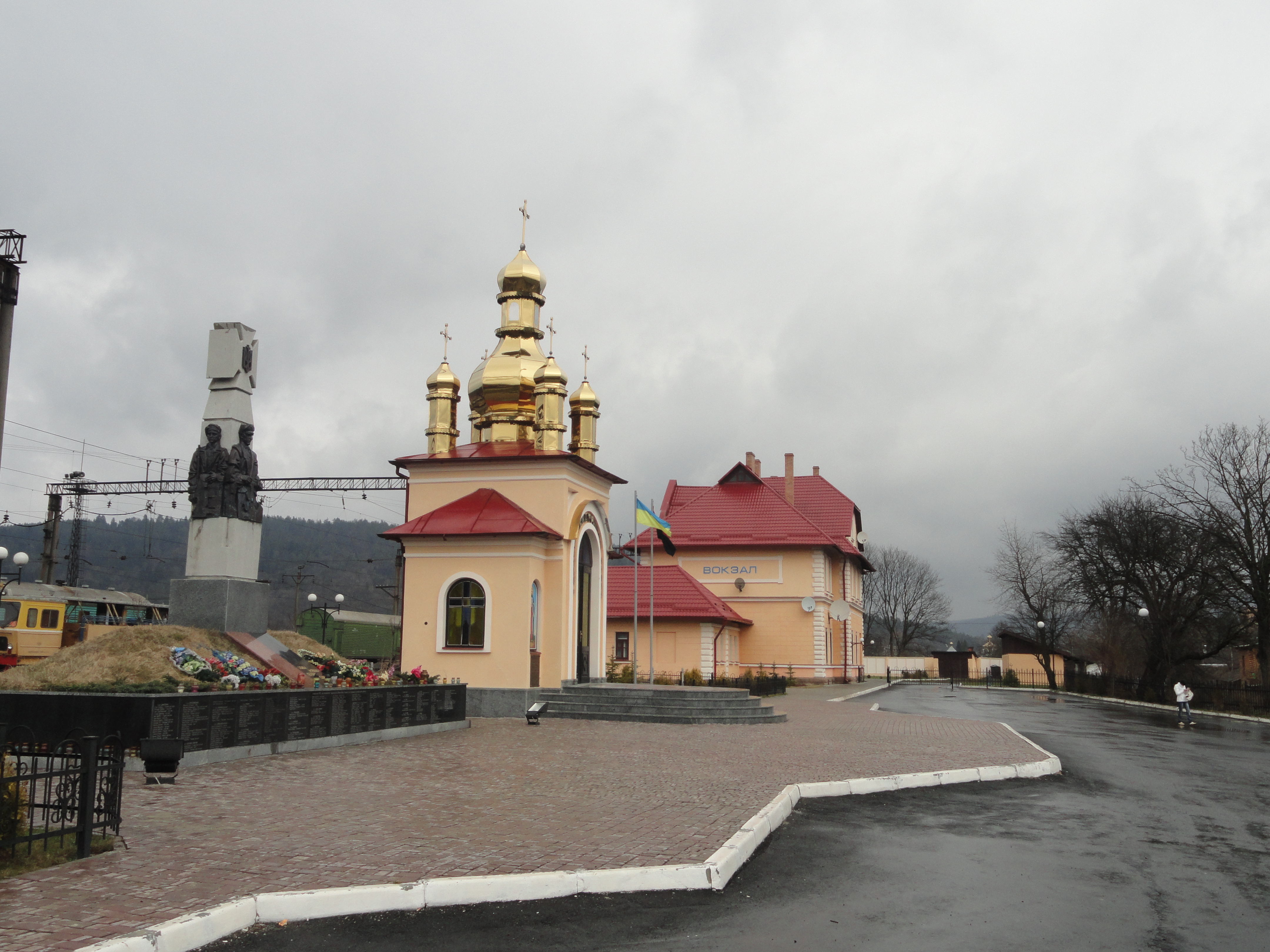
火车站附近

斯特里爾基（烏克蘭語：Стрілки），是烏克蘭西部利沃夫州桑比爾區斯特里尔基市镇内的村落及其行政中心。距離利沃夫109公里，始建於1437年，面積3.12平方公里，海拔高度408米。
49°19′35″N 22°58′18″E / 49.32639°N 22.97167°E